# Курсель-Сенёль, Жан Густав
Жан Густав Курсель-Сенёль (фр. Jean-Gustave Courcelle-Seneuil; 22 декабря 1813, Дордонь, метрополия Франции — 29 июня 1892, Париж, Франция) — французский экономист.

## Биография
Профессор политической экономии в Чилийском университете  в Сантьяго, потом в Высшей нормальной школе Парижа. Член Государственного совета Франции.
Убежденный сторонник либерализма; его труды допускают часто и антилиберальное толкование. Борец с мальтузианством, сторонник этнокультурного релятивизма, чем близок к исторической школе, реформист.
Его Manuel des affaires считается первым практическим научным трактатом по менеджменту.